# Пшонник Йосип Петрович
Йосип Петрович Пшонник (нар. невідомо — пом. 1925) — український військовий діяч, полковник Армії УНР. Належав до дванадцятки найнебезпечніших повстанських ватажків за даними НК.

## Життєпис
Після звільнення Одеси від більшовиків у березні 1918 року Пшонник повернувся до міста та почав працювати на посаді помічника голови демобілізаційної комісії, пізніше військового комісара. Після приходу до влади в Україні Павла Скоропадського, він, як і більшість діячів УНР, упродовж семи місяців перебував у підпіллі. Коли розпочалося антигетьманське повстання, став одним з його лідерів у Одесі. До березня 1919 року працював на посаді губернського військового коменданта Херсонщини.

Йосип Пшонник був учасником повстансько-партизанського руху проти більшовиків з 1919 року, командував 12-ю Київською дивізією армії УНР. У січні-лютому 1920 року потрапив до більшовицького полону в Одесі, де радянське командування з полонених вояків армії УНР та УГА сформувало 1-й Чорноморський полк. 6 квітня 1920 року полк під командуванням Пшонника підняв антибільшовицьке повстання в Тирасполі та швидко оволодів містом. 16 квітня група Йосипа Пшонника зайняла повітовий центр Ананьїв, встановила владу УНР і утримувала його до приходу військ Тютюнника та Омеляновича-Павленка під час Першого Зимового походу, після чого група влилася до армії УНР. У 1920 році Йосип був старшиною 5-ї Чорноморської бригади Волинської дивізії Армії УНР, а згодом начальником штабу 6-го загону Запорізької групи. 

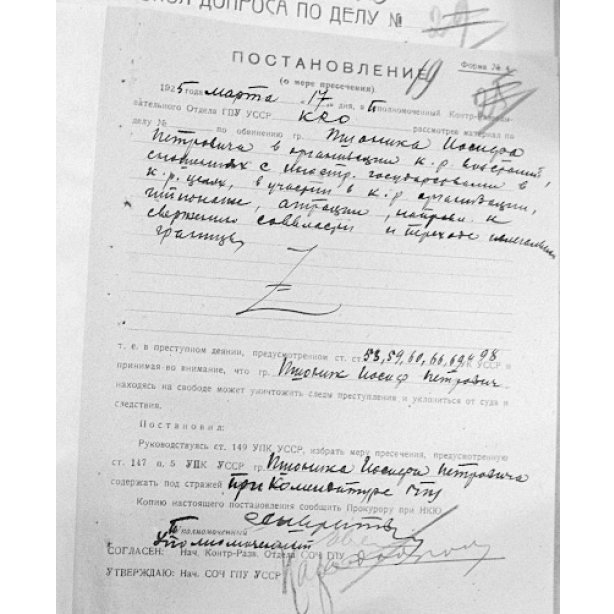
Постанова від 17 березня 1925 року про обрання міри запобіжного заходу для Пшонника Йосипа Петровича — утримання під вартою в комендатурі ГПУ УСРР

З літа 1921 року Йосип Пшонник цивільний і військовий начальник штабу 1-го Одеського району Південної повстанської групи, що готувала повстання на Півдні України. Йосип Петрович був учасником Другого Зимового походу у складі Бессарабської повстанської групи. Він очолив найбільший повстанський відділ з 187 козаків і старшин. Загін Пшонника зайняв західні райони Тирасполя, проте усе місто захопити їм не вдалося. Повстанці вимушені були відступити до Румунії.
У еміграції в Румунії Йосип Пшонник жив із випадкових підробітків: працював вантажником, землекопом. Згодом, вміючи добре креслити, виконував замовлення для міської управи, залізниць, управління доріг.
У 1922 підбирав людей для переправляння в Україну. На цей час він порвав з українськими соціал-демократами і навіть висловив журналістові Геродоту, що зараз працює з росіянами. Проживав постійно в Аккермані, а в Кишинів наїжджав лише влітку. Подейкували, що Пшонік одержав нагляд за переправою в Акермані від французів [неякісне джерело] [неякісний носій].
Існують твердження про агентурну діяльність Пшонника на користь Одеської НК з 1921 року, проте відомостей про оперативне й ідеологічне використання цієї особи у слідчих справах немає.
12 лютого 1925 року неподалік Ямполя під час нелегального перетину радянсько-румунського кордону Йосипа Пшонника затримали радянські прикордонники. Наступного дня його передали в розпорядження начальника 24-го Могилів-Подільського прикордонного загону ДПУ, далі таємно переправили до Харкова. Основною метою свого переходу Йосип Петрович називає зустріч з Тютюнником для отримання від нього вказівки, яке місце повинні зайняти українські емігранти в Румунії, в разі військового конфлікту. Йосип Пшонник дає розлогі свідчення про свою участь у національно-визвольних змаганнях. Ці свідчення використали як незаперечний доказ його «контрреволюційної» діяльності і підставу для смертного вироку, винесеного 29 серпня 1925 року.